# 鐮葉蘚
鐮葉蘚（学名：Harpalejeunea filicuspis）为細鱗蘚科鐮葉蘚屬下的一个种。